# 3615 Safronov
A 3615 Safronov (ideiglenes jelöléssel 1983 WZ) a Naprendszer kisbolygóövében található aszteroida. Edward L. G. Bowell fedezte fel 1983. november 29-én.